# Stian Rode Gregersen
Stian Rode Gregersen (sinh ngày 17 tháng 5 năm 1995) là cầu thủ bóng đá chuyên nghiệp người Na Uy hiện tại đang thi đấu ở vị trí hậu vệ cho câu lạc bộ Bordeaux tại Ligue 2 và  Đội tuyển bóng đá quốc gia Na Uy.

## Sự nghiệp thi đấu

### Câu lạc bộ

#### Molde
Gregersen chuyển tới câu lạc bộ Molde từ Clausenengen vào năm 2012. 

#### Kristiansund
Vào tháng 3 năm 2015, Gregersen gia nhập Kristiansund theo dạng cho mượn trong mùa giải 2015.

#### Quay trở lại Molde
Vào ngày 16 tháng 2 năm 2017, Gregersen ký bản hợp đồng mới với Molde, có thời hạn đến năm 2020.

#### Elfsborg
Tháng 2 năm 2019, Gregersen gia nhập Elfsborg theo dạng cho mượn đến hết mùa giải 2019.

#### Bordeaux
Ngày 31 tháng 8 năm 2021, Gregersen rời Molde để gia nhập Bordeaux tại Ligue 2.

### Quốc tế
Gregersen ra mắt quốc tế cho Na Uy vào ngày 27 tháng 3 năm 2021 trong trận đấu thuộc khuôn khổ Vòng loại giải vô địch bóng đá thế giới 2022 gặp Thổ Nhĩ Kỳ.

## Thống kê sự nghiệp

### Câu lạc bộ
Tính đến 2 tháng 6 năm 2023
| Câu lạc bộ          | Mùa giải            | Giải đấu            | Giải đấu | Giải đấu | Cúp quốc gia | Cúp quốc gia | Châu lục | Châu lục | Khác | Khác | Tổng cộng | Tổng cộng |
| Câu lạc bộ          | Mùa giải            | Hạng                | Trận     | Bàn      | Trận         | Bàn          | Trận     | Bàn      | Trận | Bàn  | Trận      | Bàn       |
| ------------------- | ------------------- | ------------------- | -------- | -------- | ------------ | ------------ | -------- | -------- | ---- | ---- | --------- | --------- |
| Molde               | 2012                | Eliteserien         | 0        | 0        | 0            | 0            | 0        | 0        | —    | —    | 0         | 0         |
| Molde               | 2013                | Eliteserien         | 0        | 0        | 0            | 0            | 0        | 0        | —    | —    | 0         | 0         |
| Molde               | 2014                | Eliteserien         | 0        | 0        | 0            | 0            | 0        | 0        | —    | —    | 0         | 0         |
| Molde               | 2015                | Eliteserien         | 0        | 0        | 0            | 0            | 0        | 0        | —    | —    | 0         | 0         |
| Molde               | 2016                | Eliteserien         | 7        | 0        | 0            | 0            | 0        | 0        | —    | —    | 7         | 0         |
| Molde               | 2017                | Eliteserien         | 27       | 1        | 2            | 0            | —        | —        | —    | —    | 29        | 1         |
| Molde               | 2018                | Eliteserien         | 14       | 0        | 1            | 0            | 5        | 0        | —    | —    | 20        | 0         |
| Molde               | 2020                | Eliteserien         | 12       | 2        | 0            | 0            | 9        | 0        | —    | —    | 21        | 2         |
| Molde               | 2021                | Eliteserien         | 14       | 1        | 1            | 0            | 6        | 0        | —    | —    | 21        | 1         |
| Molde               | Tổng cộng           | Tổng cộng           | 74       | 4        | 4            | 0            | 20       | 0        | —    | —    | 98        | 4         |
| Kristiansund (mượn) | 2012                | 2. divisjon         | 5        | 1        | 2            | 0            | —        | —        | —    | —    | 7         | 1         |
| Kristiansund (mượn) | 2015                | OBOS-ligaen         | 24       | 1        | 4            | 0            | —        | —        | —    | —    | 28        | 1         |
| Kristiansund (mượn) | Tổng cộng           | Tổng cộng           | 29       | 2        | 6            | 0            | —        | —        | —    | —    | 35        | 2         |
| Elfsborg (mượn)     | 2019                | Allsvenskan         | 26       | 1        | 0            | 0            | —        | —        | —    | —    | 26        | 1         |
| Bordeaux            | 2021–22             | Ligue 1             | 24       | 1        | 0            | 0            | —        | —        | —    | —    | 24        | 1         |
| Bordeaux            | 2022–23             | Ligue 2             | 36       | 1        | 1            | 0            | —        | —        | —    | —    | 37        | 1         |
| Bordeaux            | Tổng cộng           | Tổng cộng           | 60       | 2        | 1            | 0            | —        | —        | —    | —    | 61        | 2         |
| Tổng cộng sự nghiệp | Tổng cộng sự nghiệp | Tổng cộng sự nghiệp | 189      | 9        | 10           | 0            | 20       | 0        | —    | —    | 220       | 9         |

## Danh hiệu
Molde
- Tippeligaen: 2014